# Накиани
Накиани (груз. ნაკიანი) — село в Грузии, на территории Чхороцкуского муниципалитета края (мхаре) Самегрело-Верхняя Сванетия.

## География
Село находится в западной части Грузии, в междуречье Заны и Очхомури, на расстоянии приблизительно 5 километров (по прямой) к востоку от города Чхороцку, административного центра муниципалитета. Абсолютная высота — 323 метра над уровнем моря.

## Население
По результатам официальной переписи населения 2014 года в Накиани проживало 182 человека (95 мужчин и 87 женщин). В национальной структуре населения грузины составляли 100 %.
| Год  | Население, человек |
| ---- | ------------------ |
| 2002 | 179                |
| 2014 | ↗ 182              |